# حفرية الفك السفلي في بينينج

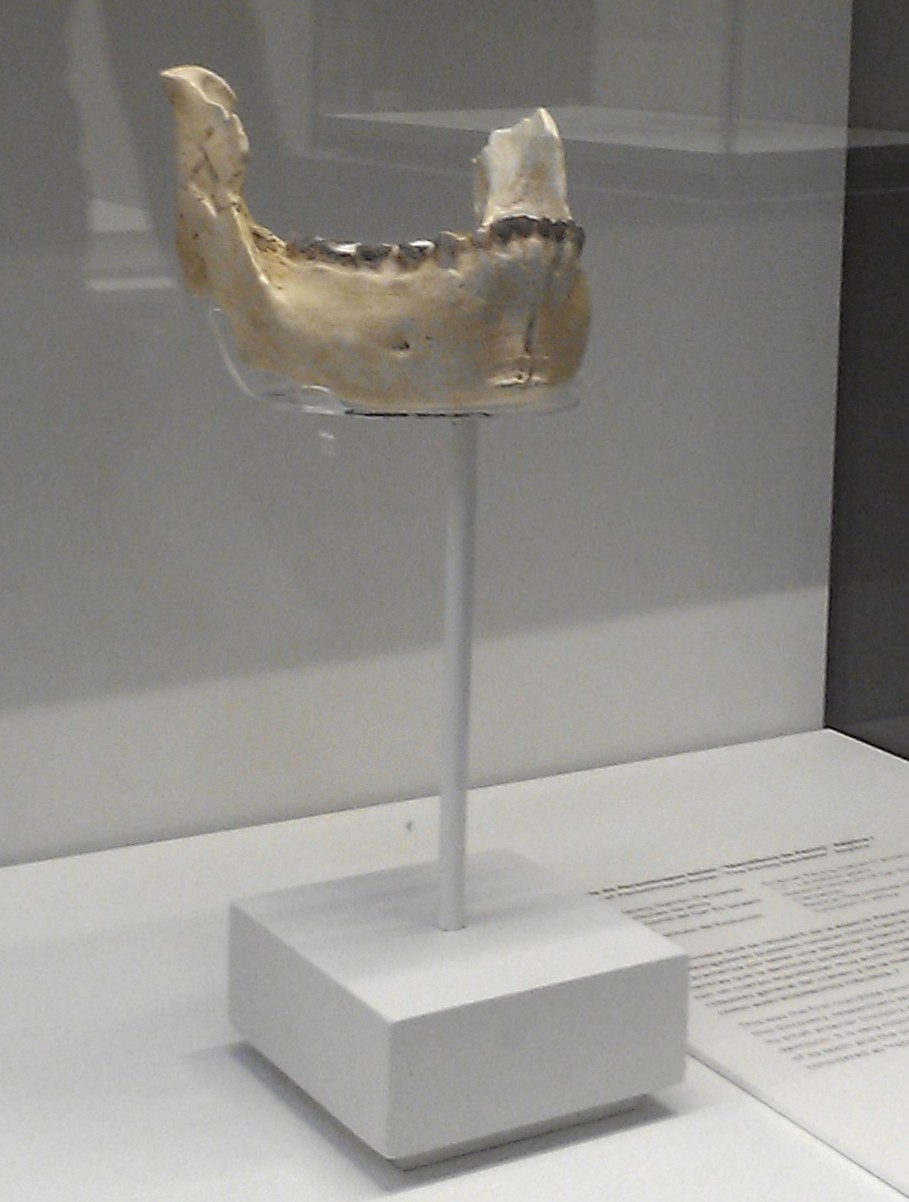

حفرية الفك السفلي في بينينج هي حفرية للفك السفلي والأسنان والتي تعود لذكر بارانثروبوس بويزي. اكتُشفت هذه الحفرية في بينينج في تنزانيا بواسطة الباحث كامويا كيميو ومجموعة من فريق ريتشارد ليكي وربيبه في عام 1964.
ويُقدر عمر هذه الحفرية بنحو 1.5 مليون عام. أما أبرز معالمها فهي الهيكل الصلب والأضراس الكبيرة والقواطع الصغيرة.